# De bonkige baarden
De bonkige baarden is  het honderdzeventigste stripverhaal uit de reeks van Suske en Wiske. Het is geschreven en grotendeels getekend door Paul Geerts.
Het werd gepubliceerd in De Standaard en Het Nieuwsblad van 2 september 1985 tot en met 13 januari 1986. De eerste albumuitgave in de Vierkleurenreeks was in juni 1986.

## Locaties
- Oostduinkerke met vakantiedorp Sunclub Groendyk en Nationaal Visserijmuseum, Martha (vissersboot), Melanie (tweemaster werd gebruikt op de IJslandvaart), ’t Gat boven Schotland en de Faeröereilanden, de Bollebocht, de Hekla, eilandje vlak bij IJsland, de luchtbel van de Bonkige Baarden, het kasteel van Neptunus

## Personages
- Suske, Wiske met Schanulleke, tante Sidonia, Lambik, Jerom, professor Barabas, Willem Zwansteert (medewerker nationaal visserijmuseum), Korneel en zijn familie, Jan, Pier, Tjores, Rakki (hond), Roselie (vrouw van Korneel), Roselinde (dochter van Korneel), Knudde (zoon van Tjores), Nikki, Soemarina en Neptunus, Kaarekoning en Kaarekollen

## Uitvindingen
- IJslandsuite (bathyscaaf)

## Het verhaal
De vrienden hebben een vissershutje gehuurd in vakantiedorp Sunclub Groendyk in Oostduinkerke aan de Belgische kust. Ze mogen van een visser zijn boot “Martha” gebruiken. Lambik, Jerom en Suske gaan de volgende dag met de boot op pad om te vissen op kabeljauw. Ze vangen een vis die de melodie fluit van Al die willen te kaap'ren varen, een liedje over de IJslandvaarders. Met de fluit kan alleen dit liedje worden geproduceerd. Dan komt de boot in een mistbank terecht en botst op een enorme tweemaster “Melanie”, waarna de “Martha” zinkt. Ze klimmen op de “Melanie" en zien een man met kleding uit het verleden die hen wil aanvallen. Ze nemen deze man mee naar een verlaten jachthaven waar ze het schip kunnen verstoppen.
Als ze aankomen bij het gehuurde huisje vertelt de man dat hij Korneel heet. Hij doolt al honderd jaar rond op zee en is op zoek naar zijn blokfluit, de laatste bladzijde in zijn logboek is op 26 september 1885 geschreven. Korneel vertelt dat hij met zijn vrienden Jan, Pier en Tjores op IJsland voer. Toen hij na zes maanden thuiskwam, vertelde zijn vrouw hem dat ze genoeg had van zijn afwezigheid. De vrouwen van de vier families hadden besloten dat ze op IJsland wilden gaan wonen, zodat ze meer bij hun mannen konden zijn. Ze vonden een eilandje waar het klimaat aangenaam was en bouwden daar vissershuisjes zoals in België. Een tijdlang leefden ze gelukkig, totdat een zware storm het eiland in een enorme draaikolk deed verdwijnen. Korneel was op zijn boot en zag alles gebeuren. Hij vond een houten kistje met daarin de blokfluit en begon hierop te spelen.
De blokfluit kon maar één wijsje produceren en als Korneel erop speelde werd hij niet ouder. Maar kortgeleden viel de fluit overboord en nu is hij bang dat hij door alsnog te verouderen, zijn familie nooit meer zal zien. Lambik geeft Korneel zijn fluit terug en dan gaan de vrienden naar de “Melanie”. Korneel ontdekt dat zijn scheepskaarten zijn opgegeten door ratten. De vrienden nemen hem mee naar Willem Zwanssteert, die nog oude kaarten heeft van de IJslandvaart. Korneel vindt de plek waar het eiland ooit lag en de vrienden nemen hem mee naar professor Barabas die zojuist een verbeterde bathyscaaf heeft ontworpen. Jerom en Lambik helpen de professor zodat de bathyscaaf sneller klaar zal zijn en enkele dagen later brengen ze hem aan boord van de “Melanie” waar hij de naam “IJslandsuite” krijgt.
Als ze willen vertrekken schrikt Korneel van een Nekker, een zwarte kraai, in de scheepsmast. Hij roept dat het een kwelgeest is, die voorspelt dat er onheil over het schip zal komen. Korneel steekt een kaars op en gaat een hemelboender te maken, een borstelvormig voorwerp uit sajet die geplaatst werd op de top van een mast om onheil te voorkomen – de vogels konden zo niet op de mast gaan zitten. Elke dag roept Korneel op voor La Priére, het gebed, net zoals hij vroeger op de IJslandvaart deed. 
Ze varen naar ’t Gat boven Schotland en de Faeröereilanden op weg naar IJsland. De overvaart zal acht tot vijftien dagen duren. 
Tijdens een wedstrijdje boogschieten wordt Schanulleke per ongeluk geraakt met de pijl en het popje vliegt overboord. Jerom vindt Schanulleke terug, en Lambik stopt met hulp van Jerom en tante Sidonia nieuw zaagsel in het poppetje. 
Dan raakt het schip een dompelaar, een ijsschots, en raakt lek. Jerom gooit de IJslandsuite overboord waardoor het schip geen water meer maakt. Lambik zal in de bathyscaaf het schip volgen. Als ze uit de Bollebocht varen ziet Korneel drie rookzuilen opstijgen uit de Hekla-vulkaan. Hierdoor weet hij dat dit de plek is waar het eiland ooit lag. De vrienden duiken met de bathyscaaf naar beneden. Sidonia ziet  een vreemd wezen voor een raam. Met een pak uit de ijzeren schelvis gaat Jerom de zee in en sluit de wezens op in een grot. Als tante Sidonia de was wil doen, blijkt de wasmachine aan boord stuk te zijn. Ze gaat daarom met een duikpak naar buiten. Dan ziet tante Sidonia tot haar grote verbazing een koe, kippen en schapen.
Iedereen gaat mee naar buiten. Lambik ziet een hond, die van Korneel herkent als zijn hond Rakki. De vrienden komen in grote luchtbel terecht en Korneel ziet nu ook zijn vrouw en dochter terug. Roselinde vertelt Suske dat ze worden bedreigd door de Kaarekollen, een volk dat de lucht uit de luchtbel steelt. Wiske ziet hoe Suske wordt gekust door Roselinde en wordt woedend. De mannen gaan op patrouille langs de watermuur en zien hoe de andere mannen met pijl-en-boog de wacht houden. Korneel vertelt dat de Kaarekollen onderdanen van Neptunus waren en zelf de macht over de wereldzeeën willen. Neptunus wordt door de wezens in zijn eigen kasteel gevangen gehouden. Wiske wil Suske jaloers maken en papt aan met Knudde, de zoon van Tjores, en wil Rosalinde voor schut zetten door zeep in haar soep te doen.
Er ontstaat een ruzie tussen Rosalinde en Wiske, maar dan wordt Rosalinde geraakt door een zee-egel van de Kaarekollen en raakt bewusteloos. Als Wiske hoort dat de zee-egels giftig zijn heeft ze veel spijt van haar gedrag. De Kaarekollen stelen lucht en schieten met zee-egels, maar dan lukt het Lambik een Kaarekol te pakken en in de luchtbel te trekken. Wiske is stiekem met een duikpak de zee in gegaan en bevrijdt een dolfijn die klem zit tussen de rotsen. Dan wordt Wiske aangevallen door een orka, maar de dolfijn kan haar redden en brengt haar naar een geheime ingang van het kasteel van Neptunus. Jerom valt op een zee-egel en raakt ook bewusteloos. De mannen blijven achter om het dorp te beschermen tegen de Kaarekollen en de vrienden gaan met de IJslandsuite op weg naar het kasteel.
Wiske ontdekt dat het kasteel van Neptunus ook in een luchtbel staat en kan haar duikpak uittrekken, als ze wordt ontdekt kan ze vele Kaarekollen uitschakelen door hun schelpen stuk te schieten. Maar Wiske wordt toch gevangengenomen en in de kerker geworpen. Daar ziet Wiske Nikki, Soemarina en de zeekoning Neptunus terug die haar vertellen dat Atlanta is verwoest door een aardverschuiving op de zeebodem. Ze bouwden een nieuw rijk op, maar toen kwamen de Kaarekollen tegen de zeekoning in opstand en sinds die tijd zit de familie gevangen. Dan worden ze allemaal voor de Kaarekoning gebracht en Neptunus weigert zijn macht over te dragen. Neptunus vindt dat er al genoeg schade aan de zee is toegebracht door olieschepen, radioactief afval en kernproeven. Als de Kaarekoning Nikki wil terechtstellen kunnen Lambik, Suske en tante Sidonia dit nog net voorkomen.
Tante Sidonia wordt ook geraakt door een zee-egel, maar kan de Kaarekoning nog net onschadelijk maken voordat ze bewusteloos raakt. Het medicijn blijkt verdwenen te zijn, maar gelukkig heeft Neptunus nog een noodvoorraadje onder zijn helm bewaard. Ze gaan met de IJslandsuite terug naar de luchtbel van de Bonkige Baarden en Neptunus geneest alle zieken met het medicijn. Ze krijgen gestampte aardappelen met vissenkoppen en de bewoners vragen of ze met de bathyscaaf mee naar de oppervlakte mogen. Natuurlijk stemmen de vrienden in en ze nemen afscheid van Nikki en haar familie. De bewoners bouwen hun oude huisjes weer op en willen daar blijven, het jachtige leven van de rest van de wereld zou hun geen goed doen. Suske en Wiske krijgen van Knudde en Rosalinde een kopie van de Melanie, die ze later schenken aan het Nationaal Visserijmuseum van Oostduinkerke. Willem Zwansteert is erg blij met het cadeau.
De vrienden genieten nog enige tijd van hun vakantie in Groendyk. Lambik is er alleen totaal niet van gediend als Sidonia karakollen heeft klaargemaakt.

## Achtergronden bij het verhaal
- De personages Jan, Pier, Tjores en Korneel in dit album verwijzen naar het lied “Al die willen te kaap'ren varen".
- Willem Zwansteert is gebaseerd op de echte conservator van het museum: Willem Lanszweert
- De Nieuwe Yde is een vissersdorp dat ooit tussen Oostduinkerke en Nieuwpoort lag, dit dorp is echter verdwenen rond 1600.
- In strook 133 schakelt Jerom zijn tegenstanders uit door ze omver te biljarten. Hij zegt met trots over zichzelf: "K. Eulemans mag er eens achter komen." Dit is een verwijzing naar de Belgische biljartkampioen Raymond Ceulemans.
- De vader van Nikki heet Neptunus, terwijl dat in het album De ijzeren schelvis Krustax is. Bovendien is in het verhaal Walli de walvis het personage Neptuna ook een dochter van een zeekoning met de naam Neptunus.
- Het album is ook in het IJslands uitgegeven met de naam Hamagangur á hafsbotni uit de Siggi og Vigga reeks.
  - Wiske heet in het IJslands Vikka.
  - Suske heet in het IJslands Siggi.
  - Schanulleke heet in het IJslands dFiapia.
  - Tante Sidonia heet in het IJslands Stina Fraenka
  - Lambik heet in het IJslands Lambi.
  - Jerom heet in het IJslands Vambi.
  - Professor Barabas heet in het IJslands professori
  - Korneel heet in het IJslands Kornelius
  - De “Melanie” heet in het IJslands de “Melania”
  - Jan, Pier en Tjores heten Jean, Pierre en Yves
  - Rosalinda heet in het IJslands Rósalinda
  - Roselie heet in het IJslands Rósa
  - Knudde heet in het IJslands Berti
- Het album is ook in het Engels uitgegeven in de Bob & Bobette-reeks (Kingdom of the Sea-snail).